# Malonno
Malonno là một đô thị trong tỉnh tỉnh Brescia thuộc vùng Lombardia, Ý. Đô thị này có diện tích 30 km², dân số 3326 người. Các đơn vị dân cư trực thuộc là: Lezza, Moscio, Loritto
Các đô thị giáp ranh gồm: Berzo Demo, Corteno Golgi, Edolo, Paisco Loveno, Sonico